# X&Y
X&Y er det engelske band Coldplays tredje studiealbum.

## Indhold
| Titel                  | Længde | Bemærkninger                                                    |
| ---------------------- | ------ | --------------------------------------------------------------- |
| "Square One"           | 4:47   |                                                                 |
| "What If"              | 4:57   | Udgivet som single i Belgien                                    |
| "White Shadows"        | 5:28   | Planlagt som femte officielle single                            |
| "Fix You"              | 4:55   | Anden single fra albummet                                       |
| "Talk"                 | 5:11   | Tredje single fra albummet                                      |
| "X&Y"                  | 4:34   |                                                                 |
| "Speed of Sound"       | 4:48   | Første single fra albummet                                      |
| "A Message"            | 4:45   |                                                                 |
| "Low"                  | 5:32   |                                                                 |
| "The Hardest Part"     | 4:25   | Fjerde single fra albummet                                      |
| "Swallowed in the Sea" | 3:59   |                                                                 |
| "Twisted Logic"        | 5:01   | Slutter egentlig efter 4:26, hvor resten af nummeret er stilhed |
| "Til Kingdom Come"     | 4:10   | Skjult nummer                                                   |